# جايسون ريس
جايسون ريس (بالإنجليزية: Jason Reese)‏ هو مهندس بريطاني، ولد في 24 يونيو 1967 في ويمبلدون في المملكة المتحدة، وتوفي في 8 مارس 2019.